# ヘルマン1世 (ヴィンツェンブルク伯)

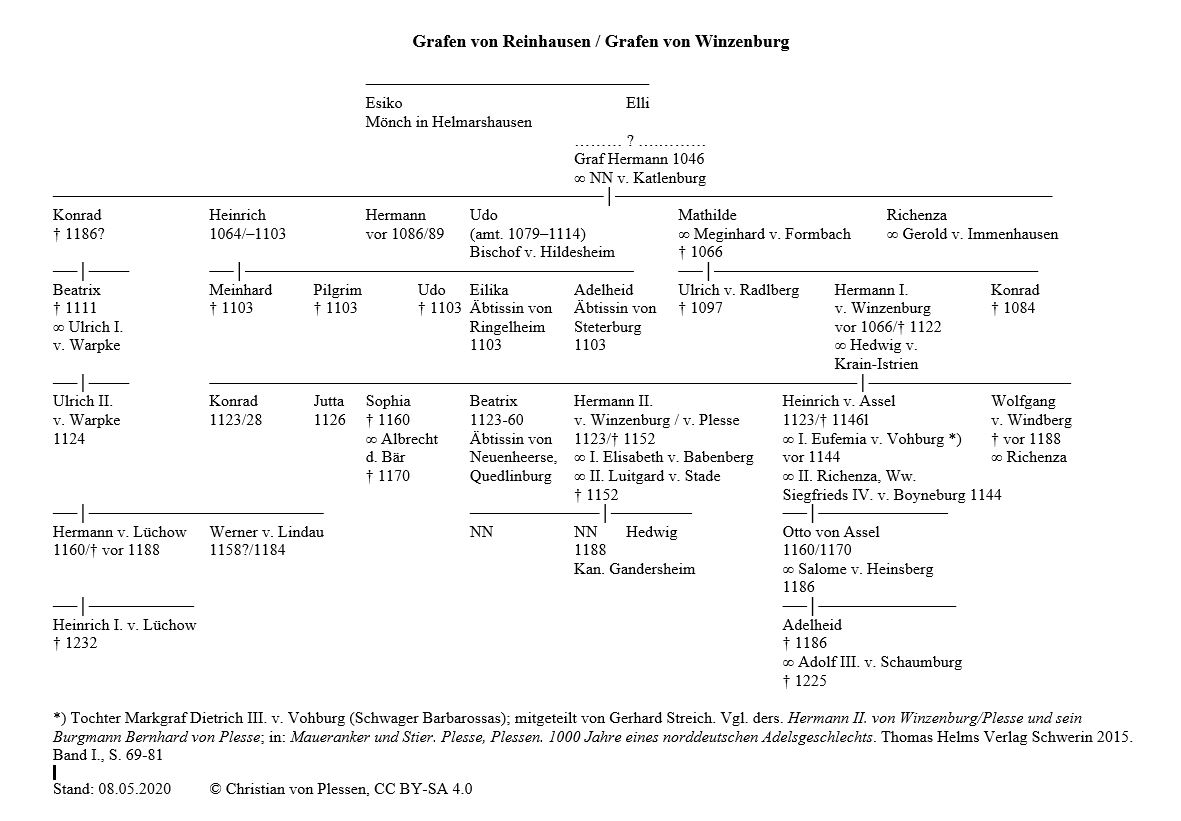
ラインハウゼン伯・ヴィンツェンブルク伯の系図

ヘルマン1世（ドイツ語：Hermann I. von Winzenburg, 1083年ごろ - 1137/8年）は、フォルムバッハ伯、ラートルベルク伯、ヴィンツェンブルク伯（在位：1109年 - 1130年）、ラインハウゼン伯（在位：1122年 - 1138年）およびコルヴァイ修道院のフォークト、テューリンゲン方伯（在位：1111/2年 - 1130年）、マイセン辺境伯（在位：1124年 - 1129年）。

## 生涯
ヘルマン1世はフォルムバッハ伯ヘルマンまたはメギンハルト5世とマティルデ・フォン・ラインハウゼン（ラインハウゼン伯エリー2世の娘）の息子である。
若いころにヘルマンはおそらく母方の叔父であるヒルデスハイム司教ウドの下で大聖堂の学校で学んだ。ヘルマンが16歳くらいの時、叔父に同行してマインツに行き、1099年11月9日にそこで皇帝に紹介された。1109年よりヘルマンはアルフェルトの南東にあるヴィンツェンブルク城にちなんでヴィンツェンブルク伯と名のった。皇帝ハインリヒ5世の顧問の1人であったヘルマンは、ザーリアー朝の中で特別な地位にあった。
1109年、ヘルマンは使節の1人としてハインリヒ5世に代わりローマに滞在していた。1111/2年、ヘルマンは最初のテューリンゲン方伯（ザクセン公領からの分離された）として現れる。ヘルマンは遠方よりコルヴァイ修道院のフォークトとしての役割を果たしたが、シュヴァレンベルク伯ヴィドゥキント1世の息子らが修道院を攻撃していた間、ヘルマンはその活動を停止した。叙任権闘争においてヘルマンは教皇側に寝返ったため、オーストリアあるいは自領のイン川上流に移らねばならなかった（そのためにゲトヴァイヒ修道院に多額の寄付をしたが、フォークトであった可能性もある）。1122年、叔父であるラインハウゼン伯ヘルマン3世の死によりラインハウゼン伯家の男系が断絶し、ヘルマンはラインハウゼン伯位を継承した。また、同年にヴィントベルク伯およびフォルムバッハ伯ヘルマンも死去した。また、ヘルマンはライネガウ伯（Leinegaugraf）および母方の先祖が創建したラインハウゼン修道院のフォークトでもあった。
1130年、ヘルマン2世は城の建設を巡ってローマ王ロタール3世の腹心であったロックム伯ブルヒャルト1世と争いになり、ブルヒャルト1世を教会の墓地で殺害した。1130年8月18日のクヴェートリンブルクでの君侯会議でヘルマンに有罪の判決が下され、全ての爵位や所領は全て没収され、それぞれ別の領邦君主に与えられた。
- テューリンゲン方伯はルードヴィング家のルートヴィヒ1世に与えられた。この優良な所領を手に入れたことでルートヴィヒ1世は裕福な君主となった。
- マイセン辺境伯領はその全域がコンラート1世のものとなった。
- ヴィンツェンブルク自体とその財産は、元々この地を治めていたヒルデスハイム司教の手に戻された。

追放されたヘルマンは息子ヘルマン2世およびハインリヒとともに王と諸侯に執拗に抵抗、長期間にわたってヴィンツェンブルクで派遣された軍隊を相手に自衛を続けた。しかし1130年12月31日、ヘルマンはロタール3世に降伏し、ブランケンブルクに拘束された。そして数年間ラインラントに追放された。1134年に釈放され、ホルシュタインで防衛の義務を課せられた。ヘルマンはゼーゲベルク要塞の指揮官となり、1137年または1138年に死去した。これらについては、1152/3年から1156年にかけてラインハウゼン修道院の初代修道院長ラインハルトが修道院の創建と創設者の家族に関する文書の中で記述している。ラインハルトは1156年5月7日にラインハウゼン修道院で亡くなり、修道院教会に埋葬された。

## 家族
ヘルマン1世はおそらく2度結婚している。最初にエーファーシュタイン家の娘と結婚し、以下の子女をもうけた。
- ゾフィー（1105年頃 - 1160年3月25日） - ブランデンブルク辺境伯・ザクセン公アルブレヒト熊公と結婚
- コンラート

2度目にヘートヴィヒ・フォン・アッセル＝ヴォルティンゲローデ、またはイストリア辺境伯ポッポ2世の娘でヴァイマル＝オーラミュンデ伯ウルリヒ2世の姪へートヴィヒと結婚し、以下の子女をもうけた。
- ベアトリクス（1160年4月2日没） - 1123年よりノイエンハアーゼ女子修道院長、1138年よりクヴェードリンブルク女子修道院長
- ヘルマン2世（1110年頃 - 1152年） - ヴィンツェンブルク伯
- マティルデ（ユッタ、1155年5月22日没） - 1128年にノルトマルク辺境伯ウド4世と結婚
- ハインリヒ（1110/5年 - 1146年） - アッセル/アッセルブルク伯[5]